# 绥拉菲摩维奇区
绥拉菲摩维奇区（俄语：Серафимовичский район）是俄罗斯联邦伏尔加格勒州下辖的一个区，其行政中心为绥拉菲摩维奇。据2016年统计，该区的人口为23829人。